# Les Truffes
Pour plus de détails, voir Fiche technique et Distribution.
Les Truffes est un film français réalisé par Bernard Nauer et sorti en 1995.

## Synopsis
Boxeur raté, Patrick joue les faire-valoir sur les rings du nord de la France, menant une existence de paumé, rythmée par les excès de boisson et les coucheries avec des filles dont il ne se rappelle même plus le nom au petit matin. Nathaniel, quant à lui, est un escroc de bas étage dont les minables arnaques se terminent invariablement par des coups sur la tête. Un soir, les deux hommes font connaissance dans un bar où Patrick est amené à prendre la défense de Nathaniel, menacé par deux de ses victimes revanchardes. Fin saouls, les deux hommes quittent le Nord et prennent la route pour Narbonne-Plage où le cousin de ce dernier tient un camion-pizzeria.

## Fiche technique
- Titre : Les Truffes
- Réalisation : Bernard Nauer
- Scénario : Philippe de Chauveron et Bernard Nauer
- Production : Claude Besson et Luc Besson (non crédité)
- Musique : Benjamin Raffaelli et Kamil Rustam (conseiller musical : Philippe Poustis)
- Photographe : Patrick Camboulive
- Montage : Olivier Morel
- Décors : Dan Weil
- Costumes : Juliette Chanaud
- Pays de production :  France
- Format : couleurs - 2,35:1 - Dolby Digital - 35 mm
- Genre : comédie
- Durée : 85 minutes
- Date de sortie : France - 19 avril 1995

## Distribution
- Jean Reno : Patrick
- Christian Charmetant : Nathaniel
- Isabelle Candelier : Huguette
- Didier Bénureau : Le conducteur de la Peugeot
- Jean-François Dérec : M. Polk
- Vincent Goury : Petit Patrick
- Arsène Jiroyan : Marius
- Hervé Pierre : Le propriétaire du pavillon
- Josiane Pinson : La jeune femme du pavillon
- Jan Rouiller : Le réceptionniste de l'hôtel
- Agnès Vialleton : Rosemonde
- Anne Roussel : Claire
- Jean-Paul Roussillon : Le vigneron
- Marc Dudicourt : M'nsieur Martinez
- Philippe Dehesdin : L'huissier
- Julia Sow : Maïté
- Sophie Le Tellier : Régine

## Autour du film
- Le rôle du vigneron était prévu à l'origine pour Jean Carmet. L'acteur mourut peu de temps avant le tournage de la scène et le rôle fut repris par Jean-Paul Roussillon.
- Julia Sow, qui interprète ici le rôle de Maïté, est le véritable nom de Julia Channel, pseudonyme qu'elle utilisait en tant qu'actrice pornographique.